# Petar Šegedin (Schriftsteller)
Petar Šegedin (* 8. Juli 1909 in Žrnovo auf der Insel Korčula, Kroatien; † 1. September 1998 in Zagreb) war ein kroatischer Schriftsteller.

## Leben
Šegedin war von Beruf Lehrer. Er besuchte zunächst die Lehrerbildungsanstalt in Dubrovnik und studierte danach in Zagreb an der pädagogischen Hochschule und an der philosophischen Fakultät. Als Lehrer war er in den Jahren 1928 bis 1931 in Kula Norinska und Račišće, 1933 bis 1937 in Korčula und anschließend in Zagreb tätig. Nach dem Zweiten Weltkrieg war Šegedin 1946 bis 1947 Geschäftsführer der Matica hrvatska, Vorsitzender des Verbandes kroatischer Schriftsteller und 1956 bis 1960 Ratgeber für kulturelle Fragen an der jugoslawischen Botschaft in Paris. Seither lebte er in Zagreb als freier Schriftsteller und seit dem Jahr 1964 als ordentliches Mitglied der Akademie.
Nach der Niederschlagung des Kroatischen Frühlings fiel er wegen seiner kroatisch-nationalistischen Gesinnung beim jugoslawischen kommunistischen Regime in Ungnade. Er war einer der Mitbegründer der Kroatischen Demokratischen Gemeinschaft (HDZ).

## Werke
Šegedin veröffentlichte zunächst Ende der 1930er Jahre in der Zeitschrift Pečat des Schriftstellers Miroslav Krleža und wurde so bekannt. Er verfasste Romane, Erzählungen und Essays und wurde nach Krieg zu einem der wichtigsten jugoslawischen Autoren. In ausgesprochen psychologisierender Schreibweise lotet er meist menschliche Ängste und Erfahrungen seiner eigenen Kindheit in Dalmatien aus.
- Djeca božja, Roman 1946 (dt. Kinder Gottes, 1962)
- Osamljenici, Roman 1947
- Na putu, 1953
- Mrtvo more, 1953
- Eseji, 1955
- Essay o obliku i sadržaju, 1955
- Čovjek u riječi, 1956
- Susreti, 1962
- Na istom putu, Novelle 1963
- Orfej u maloj bašti, 1969
- Izvještaj iz pokrajine, 1969
- Riječ o riječi, 1969
- Svi smo odgovorni? 1971
- Izabrana djela I-II, 1977
- Getsemanski vrtovi, 1981
- Tišina, 1982
- Vjetar, 1986
- Licem u lice, 1987
- Pričanje, 1991
- Frankfurtski dnevnik, 1993
- Svijetle noći, 1993